# Scheren von Tieren

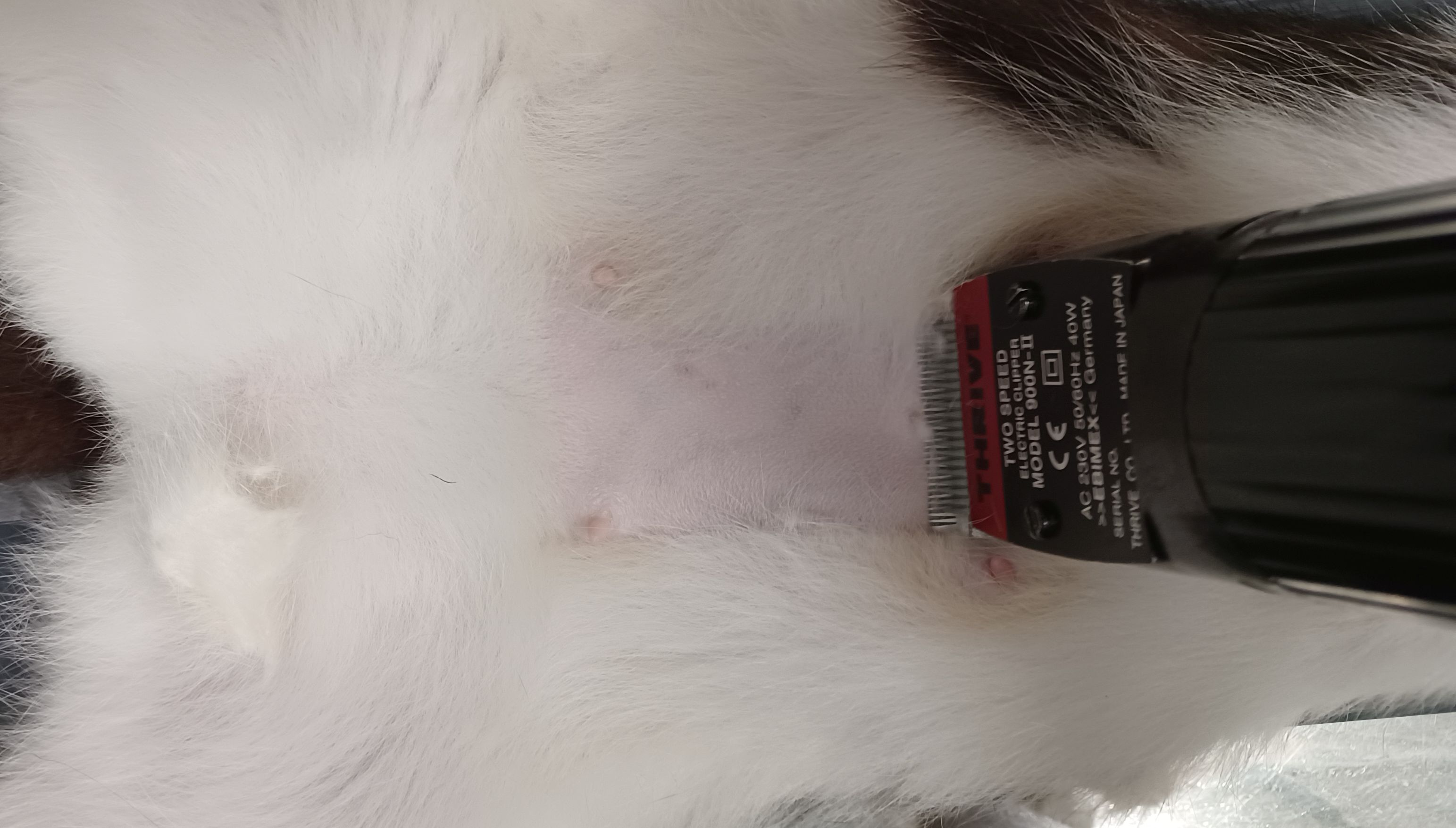
Scheren einer weiblichen Katze zur Vorbereitung einer Kastration (präoperatives Clipping).

Das Scheren von Tieren, auch als Schur bezeichnet (lateinisch tonsura; französisch tondage, englisch clipping), ist die mechanische Entfernung der Haare bzw. der Wolle. Geschoren wird zumeist mittels Schermaschinen, selten durch Schneiden mit einer Schere.

## Allgemeines
In der Tiermedizin dient das Scheren vor allem der Vorbereitung des Operationsfeldes. Die Entfernung der Haare ist hierbei ein unverzichtbarer Bestandteil der Herstellung eines antiseptischen Gebiets (präoperatives Clipping). Zumeist wird anschließend noch eine Rasur durchgeführt, um alle Haarreste zu entfernen. Beim Scheren ist darauf zu achten, dass möglichst keine Verletzungen der Haut erfolgen, welche potentielle Eintrittspforten für Krankheitserreger darstellen. Nur ausnahmsweise werden Enthaarungscremes eingesetzt. Ein weiteres Anwendungsgebiet ist die Vorbereitung zur Ultraschalluntersuchung. Da das Fell Luft einschließt und die direkte Kopplung zwischen Schallkopf und Körperwand verhindert, kann auf das Scheren allenfalls bei Tieren mit lichter Behaarung am Bauch verzichtet werden. Zudem kann das Scheren bei der Bekämpfung von Ektoparasiten wie Haarlingen oder bei einem Fliegenmadenbefall hilfreich sein. Schließlich wird für die Durchführung eines Intrakutantests auf Allergien ein etwa 10 × 15 cm großes Gebiet der seitlichen Rumpfwand geschoren.

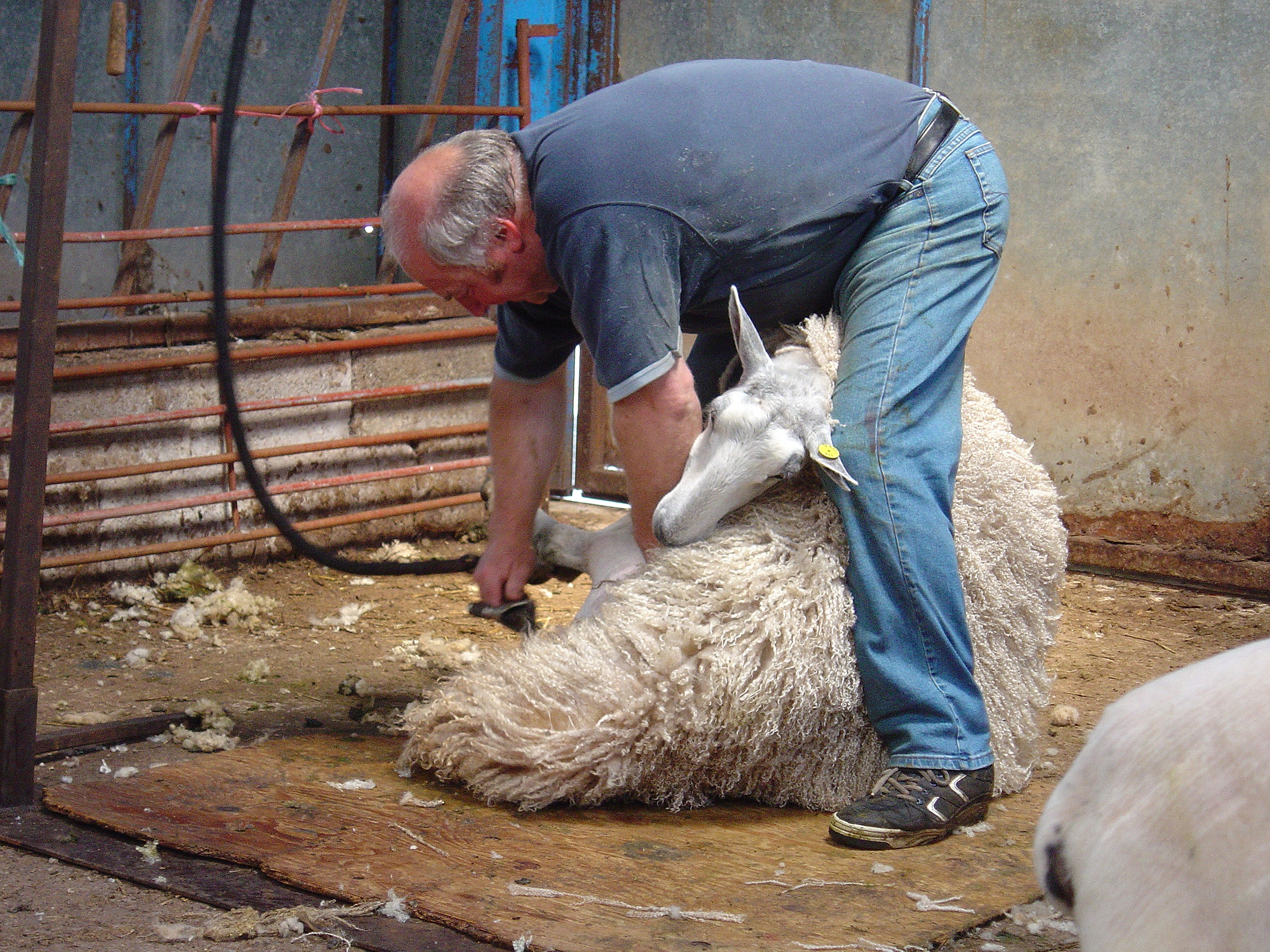
Schafschur

Bei Schafen wird die Schafschur (lateinisch tonsura ovium, auch Wollschur, tonsura lanae, gelegentlich auch Lammschur) zumeist durch professionelle Schafscherer durchgeführt. Auch bei Ziegen (Kaschmirwolle, Mohair) und Kamelen (Kamelhaar, Alpaka- und Lamawolle) dient das Scheren der Gewinnung von Wolle.
Bei Pferden werden Haare vor allem zur Vermeidung von starkem Schwitzen geschoren (→ Pferdepflege#Scheren). Die fragwürdige Praxis des Entfernens der Tasthaare (Clippen) aus ästhetischen Gründen ist in den meisten europäischen Ländern mittlerweile verboten.
Bei Hunden werden einige Rassen aus modischen Gründen geschoren, insbesondere Pudel, da sie nicht haaren ist das Scheren hier auch sinnvoll. Das Scheren langhaariger Hunde im Sommer empfiehlt sich nur bei Rassen mit einem einschichtigen Fell. Bei Rassen mit mehrschichtigem Fell (Unterwolle und Deckhaar) ist das Entfernen der Unterwolle durch Auskämmen oder Trimmen sinnvoller. Hierbei ist zu beachten, dass das Fell auch vor Sonneneinstrahlung schützt. Zudem kann nach dem Scheren eine Unterbrechung des Haarzyklus auftreten, so dass die Haare längere Zeit nicht mehr nachwachsen (Post-clipping Alopezie). Bei Katzen und Hunden kann das Scheren notwendig werden, wenn durch mangelnde Fellpflege das Fell stark verfilzt ist.
Regelmäßig werden Tiere vor ihrem Auftritt zum Beispiel auf Ausstellungen (Hundeausstellung, Hundefriseur) oder Zuchtschauen (Zuchtausstellungen, Bundes-Rammlerschau, Bundes-Kaninchenschau, Katzenausstellung, Zuchtschau (Pferde)) frisiert oder geschoren.

## Etymologie
Das Scheren im Sinne von abschneiden geht zurück auf die starken altgermanischen Verben schern (mittelhochdeutsch) und skeran (althochdeutsch). Die indogermanische Wurzel [s]ker hatte die Bedeutungen schneiden, einschneiden, abschneiden, abhäuten, kratzen, verstümmeln und trennen. Ein Scherer (scerare) war früher ein Barbier, ein Tuchscherer oder ein Wundarzt.

## Geschichte
Meyers Großes Konversationslexikon beschrieb in der 6. Auflage 1909 in einem eigenen Stichwort das „Scheren der Haustiere, das Abscheren der glatten Deckhaare beim Pferd, Rind und Schwein. Ursprünglich sollte das Scheren dem Pferde nur besseres Aussehen geben, daß [sic] Pferd sollte auch im Winter Sommerhaar tragen. Später rühmte man auch, daß es günstigen Einfluß ausübe auf Wohlbefinden, Gedeihen, Leistungsfähigkeit und Verhütung von Krankheiten. – Zur Ausführung der Schur benutzte man Sengapparate (für Weingeist oder Gas), mit denen über einem kurz gezahnten Kamm die Haare abgebrannt wurden. Da hierbei aber Brandwunden auf der Haut nicht vermieden werden können, so verwendet man jetzt allgemein Pferde- und Rinderscheren.“